# 小利亞霍夫島

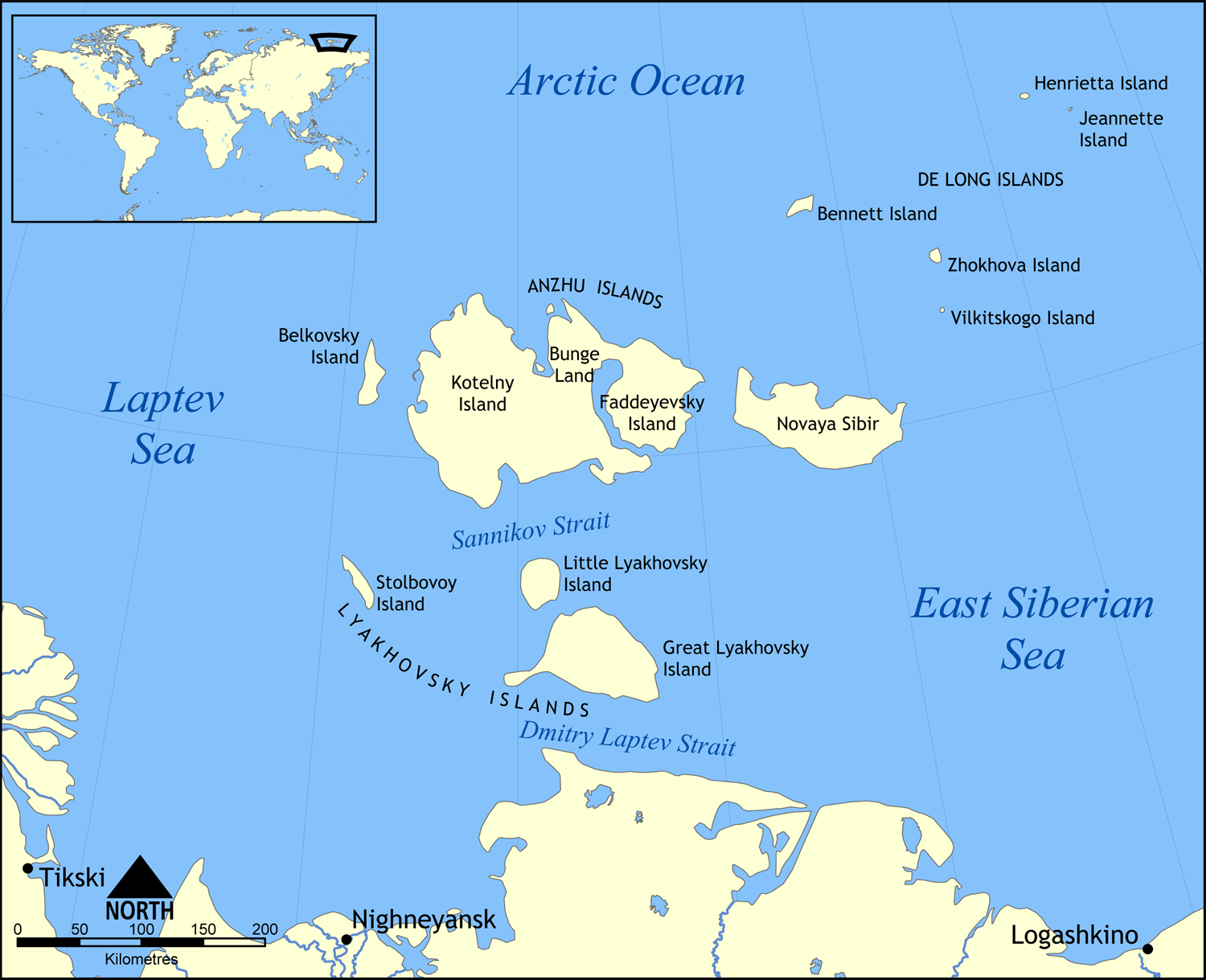
利亞霍夫群島位置

小利亞霍夫島是俄羅斯北部的島嶼，屬於新西伯利亞群島的利亞霍夫群島，位於拉普捷夫海和東西伯利亞海之間，面積1,325平方公里，是利亞霍夫群島第二大島嶼。
74°5′N 140°35′E / 74.083°N 140.583°E